# Sonic Reign
Sonic Reign est un groupe allemand de black metal, originaire de 
Mellrichstadt, en Bavière, actif entre 1997 et 2016.

## Histoire
Le groupe est formé à la fin 1997, à Mellrichstadt, en Bavière, sous le nom de Megiddo, et publie une première démo, A Journey, en 1999, année durant laquelle il change de nom pour Sonic Reign. Le groupe était composé de deux membres : Benjamin Borucki (voix) et Sebastian Schneider (batterie).
Ils entrent dans la salle de répétition du groupe Northern Gates en février 2002 pour l'enregistrement de The Decline Portrait leur deuxième démo.
Sonic Reign signe un contrat avec Metal Blade Records en décembre 2006,. La première sortie de cette collaboration est l'album  Raw Dark Pure, qui est publié à l'origine par le propre label du groupe Sovereignty Productions le 21 juillet 2006,. Raw Dark Pure sort ensuite le 5 avril 2007 en Europe chez Metal Blade Records. Deux extraits étaient au préalable disponible sur le site web officiel du groupe en juin 2006. Ce premier album est bien accueilli par l'ensemble de la presse spécialisée,,,.
En décembre 2012, après une longue attente, le groupe annonce la sortie de son deuxième album, Monument In Black, prévue pour février 2013 révélant au passage la liste des titres. Après sa sortie au label Apostasy Records,, l'album est lui aussi bien accueilli par la presse spécialisée,,,. Le groupe décide de se séparer en 2016 après presque 20 années d'existence.

## Style musical
Le groupe joue une variante moderne du black metal influencée par des groupes tels que Satyricon, Emperor et Thorns. Pour Blabbermouth.net, cette variante moderne qu'il joue se décline dès la démo The Decline Portrait sortie en 2002. Avant cette sortie, le groupe jouait un black metal pur et dur.

## Discographie
- 1999 : A Journey (démo)
- 2002 : The Decline Portrait (démo)
- 2004 : The Decline Portrait (promo)
- 2006 : Raw Dark Pure
- 2013 : Monument In Black